# Friedrich Rauers
Friedrich Rauers (* 2. März 1879 in Bremen; † 12. März 1954 in Tübingen) war ein deutscher Wirtschaftshistoriker und Archivar.

## Biografie
Rauers stammte aus einer Bauernfamilie in Bremen-Walle. Er besuchte das Alte Gymnasium in Bremen und studierte Kunst- und Kulturgeschichte und Architektur, dann Rechtswissenschaften und Nationalökonomie sowie noch Geschichte und Geographie, an der Universität Heidelberg, der Universität Tübingen, der Universität München und der Universität Göttingen. Er erforschte dabei die alten Handelsstraßen in Europa. Als Tübinger Student schloss er sich im Sommersemester 1900 der Akademischen Verbindung Igel zu Tübingen an.
Ab 1907 lebte er in Bremen und arbeitete zunächst als freier wissenschaftlicher Schriftsteller. Er promovierte 1913 in Heidelberg zum Dr. phil. Als Mitarbeiter arbeitete er beim Statistischen Amt in Bremen. Es entstanden die Werke Geschichte des Bremer Binnenhandels und Bremer Handelsgeschichte im 19. Jahrhundert in dieser Zeit. 1915 wirkte er als Assistent an einem Hamburger Forschungsinstitut sowie als Dozent am Hamburger Kolonialinstitut. 1916 wechselte er als wissenschaftlicher Dezernent und Dozent an das Institut für Weltwirtschaft und Seeverkehr in Kiel. 1917 erhielt er den Professorentitel. 1920/21 kam er als Oberarchivrat an das Reichsarchiv in Potsdam und war auch als Dozent für Wirtschaftsgeschichte tätig. Er richtete das Rathenau-Archiv für den 1922 ermordeten Reichsaußenminister Walther Rathenau ein. 1934 wurde er aus seiner leitenden Funktion im Reichsarchiv von den Nationalsozialisten entlassen.
Rauers forschte weiter und schrieb einige Werke. Er war zudem ein Sammler von Ansichten und Plänen. Im Zweiten Weltkrieg zog er mit seiner bedeutenden Sammlung nach Tübingen. Dort gab er 1947 einen „Tübinger Almanach“ heraus, der auch ein paar eigene Text- und Gedichtbeiträge von ihm und viele von ihm selbst mit der Feder gezeichnete Tübingen-Motive enthält. Er starb in Tübingen, wurde aber auf dem Friedhof in Bremen-Walle bestattet.
Ehrungen
Die Friedrich-Rauers-Straße in Bremen-Mitte wurde 1965 nach ihm benannt.

## Werke
- Zur Geschichte der alten Handelsstraßen in Deutschland. J. Perthes, Gotha 1907.
- Geschichte des Bremer Binnenhandels, Bremen: Leuwer 1913.
- Bremer Handelsgeschichte im 19. Jahrhundert, Bremen: Leuwer 1913 (Dissertation)[1].
- Schiffs- und Achsengrößen, Zeiten, Kosten und Frachtenbildung im Bremischen Binnenverkehr im 18. und 19. Jahrhundert, Bremen: Leuwer 1919.
- Der alte Bremer Freimarkt, Bremen: Hauschild 1925.
- Von altfreien Bauerngeschlechtern. In: Odal. Monatsschrift für Blut und Boden, Jg. 3, 1934, Heft 1, S. 46–61, Teil 2 in: Heft 2, S. 108–131.
- Hänselbuch. Schleif-, Vexier-, Deponier-, Tauf- und Zeremonienbuch. Recht und Gewohnheit aller ehrlichen Kauf-, Fuhr- und  Seeleute, Essen: Essener Verlagsanstalt 1936.
- Kulturgeschichte der Gaststätte. Zwei Bände, Berlin: Metzner 1941–1942.
- Vom Wilden zum Weltraumfahrer. Die Geschichte des Verkehrs von den Anfängen bis zur Gegenwart. Hrsg. von Joachim Vosberg. Kirschbaum Verlag, Bad Godesberg 1962.